# Balbina
Balbina – żeński odpowiednik imienia Balbin (znaczącego „jąkała”) o pochodzeniu łacińskim. 
W XXI wieku imię rzadkie. W styczniu 2025 roku w rejestrze PESEL, wśród publicznie dostępnych danych dotyczących osób żyjących, wykazano 986 kobiet o imieniu Balbina nadanym jako imię pierwsze. Dla porównania, najczęściej nadane jako imię pierwsze – Anna, nosi 1068330 osób. 
Balbina imieniny obchodzi: 11 marca, 31 marca i 2 grudnia.

## Osoby noszące imię Balbina
- święta Balbina (zm. ok. 130), męczennica rzymska,
- bł. Balbina z Asyżu (ok. 1215–1254), klaryska w Asyżu i Arezzo, krewna św. Klary,
- Balbina Herrera, panamska polityk,
- Balbina Steffenone (1825–1896), sopranistka włoska,
- Balbina Świtycz-Widacka (1901–1972), rzeźbiarka i poetka.

## W kulturze
Wczesnym dobranockom wyświetlanym przez TVP nadano tytuł „Różne przygody Gąski Balbinki”.